# Julia Lopez (femme politique)
Pour les articles homonymes, voir Julia Lopez et Lopez.
Julia Louise Lopez, née Dockerill, le 4 juin 1984 à Harlow dans l'Essex, est femme politique britannique.
Membre du Parti conservateur et ex-conseillère locale au Tower Hamlets Borough Council, Lopez est députée depuis 2017 pour l'Hornchurch et Upminster aux environs de Londres.
De septembre 2022 à juillet 2024, elle est ministre d'État au Numérique, à la Culture, aux Médias et au Sport.

## Jeunesse
Avec deux sœurs, Julia Dockerill passe sa jeunesse à Stansted Mountfitchet dans l'Essex, où son père est homme d'affaires et sa mère institutrice. Elle étudie à l'école primaire de Bentfield puis l'école secondaire d'Hertfordshire et Essex à Bishop's Stortford, avant de poursuivre ses études aux sciences sociales et politiques au Queens' College de Cambridge, où elle est nommée M.A.

## Carrière
À partir de 2006, elle travaille comme chercheuse au bureau parlementaire du député d'alors pour les cités de Londres et de Westminster et vice-président du Parti conservateur, Mark Field. Elle devient sa cheffe de cabinet et co-auteur de deux de ses livres Between the Crashes et The Best of Times; Dockerill travaille également comme nègre littéraire. 
En 2014, elle est élue conseillère pour le Ward St Katharine's et Wapping à Tower Hamlets,. En avril 2017, elle est sélectionnée comme candidate conservatrice pour Hornchurch et Upminster. Le siège a été précédemment représenté par la députée conservatrice Angela Watkinson depuis sa création en 2010, et elle représentait également la circonscription précédente d'Upminster depuis 2001. Dockerill est élue députée aux élections générales de 2017 avec une majorité de 17723 (31,6%) voix.
Elle soutient le Brexit lors du référendum sur l'adhésion à l'Union européenne au Royaume-Uni en 2016. Elle vote contre l'accord de retrait du Brexit de la première ministre de l'époque, Theresa May, début 2019. Lors des votes indicatifs du 27 mars, elle vote contre un référendum sur un accord de retrait. En octobre, elle vote pour l'accord de retrait du Brexit du premier ministre Johnson. Lors des élections générales de décembre 2019, elle est réélue avec une majorité accrue de 23308 (43,2%) voix. 
En février 2020, elle rejoint le gouvernement en tant que secrétaire parlementaire au Cabinet Office, succédant à Jeremy Quin. Elle est Ministre d'État au Numérique, aux Médias et au Infrastructures numériques du 7 septembre 2022 au 5 juillet 2024.

## Vie privée
En septembre 2017, elle se marie avec son partenaire de longue date anglo-australien, d'origine du Salvador, prenant son nom de Lopez. Lorenzo, technologue de l'information, est FBCS. Ils ont une fille. 